# Pascal Martinot-Lagarde
Pascal Martinot-Lagarde (Saint-Maur-des-Fossés, 22 settembre 1991) è un ostacolista francese.
Nel 2014 ha battuto il record francese sui 110 metri ostacoli con il tempo di 12"95 nel Principato di Monaco. Nel 2015 ha vinto il titolo di campione agli europei di atletica leggera indoor tenutisi a Praga.
È fratello di Thomas Martinot-Lagarde, anch'egli ostacolista.

## Record nazionali
Seniores
- 110 metri ostacoli: 12"95 ( Monaco, 18 luglio 2014)

## Progressione

### 60 metri ostacoli indoor
| Stagione | Tempo | Luogo        | Data      | Rank. Mond. |
| -------- | ----- | ------------ | --------- | ----------- |
| 2015     | 7"49  | Praga        | 6-3-2015  |             |
| 2014     | 7"45  | Mondeville   | 1-2-2014  |             |
| 2013     | 7"53  | Göteborg     | 1-3-2013  |             |
| 2013     | 7"53  | Aubière      | 16-2-2013 |             |
| 2012     | 7"53  | Istanbul     | 11-3-2012 |             |
| 2011     | 7"71  | Eaubonne     | 23-1-2011 |             |
| 2010     | 7"71  | Val-de-Reuil | 6-2-2010  |             |

### 110 metri ostacoli
| Stagione | Tempo | Luogo       | Data      | Rank. Mond. |
| -------- | ----- | ----------- | --------- | ----------- |
| 2015     | 13"06 | Eugene      | 30-5-2015 |             |
| 2014     | 12"95 | Monaco      | 18-7-2014 |             |
| 2013     | 13"12 | Saint-Denis | 6-7-2013  |             |
| 2012     | 13"41 | Castries    | 2-6-2012  |             |
| 2010     | 13"74 | Montgeron   | 16-5-2010 |             |

## Palmarès

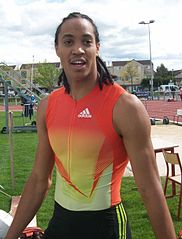
Pascal Martinot-Lagarde nel 2012

| Anno | Manifestazione  | Sede           | Evento             | Risultato  | Prestazione | Note                                     |
| ---- | --------------- | -------------- | ------------------ | ---------- | ----------- | ---------------------------------------- |
| 2009 | Europei U20     | Novi Sad       | 110 m hs           | 4º         | 13"45       |                                          |
| 2010 | Mondiali U20    | Moncton        | 110 m hs           | Oro        | 13"52       |                                          |
| 2011 | Europei U23     | Ostrava        | 110 m hs           | Batteria   | 14"33       |                                          |
| 2012 | Mondiali indoor | Istanbul       | 60 m hs            | Bronzo     | 7"53        |                                          |
| 2013 | Europei indoor  | Göteborg       | 60 m hs            | Bronzo     | 7"53        |                                          |
| 2013 | Mondiali        | Mosca          | 110 m hs           | Batteria   | 13"63       |                                          |
| 2014 | Mondiali indoor | Sopot          | 60 m hs            | Argento    | 7"46        |                                          |
| 2014 | Europei         | Zurigo         | 110 m hs           | Bronzo     | 13"29       |                                          |
| 2015 | Europei indoor  | Praga          | 60 m hs            | Oro        | 7"49        | Miglior prestazione personale stagionale |
| 2015 | Mondiali        | Pechino        | 110 m hs           | 4º         | 13"17       |                                          |
| 2016 | Mondiali indoor | Portland       | 60 m hs            | Argento    | 7"46        | Miglior prestazione personale stagionale |
| 2016 | Giochi olimpici | Rio de Janeiro | 110 m hs           | 4º         | 13"29       |                                          |
| 2017 | Europei indoor  | Belgrado       | 60 m hs            | Argento    | 7"52        |                                          |
| 2018 | Mondiali indoor | Birmingham     | 60 m hs            | 5º         | 7"68        |                                          |
| 2018 | Europei         | Berlino        | 110 m hs           | Oro        | 13"17       | Miglior prestazione personale stagionale |
| 2019 | Europei indoor  | Glasgow        | 60 m hs            | Argento    | 7"61        |                                          |
| 2019 | World Relays    | Yokohama       | Staffetta hs mista | Batteria   | 56"56       |                                          |
| 2019 | Mondiali        | Doha           | 110 m hs           | Bronzo     | 13"18       |                                          |
| 2021 | Giochi olimpici | Tokyo          | 110 m hs           | 5º         | 13"16       | Miglior prestazione personale stagionale |
| 2022 | Mondiali indoor | Belgrado       | 60 m hs            | Argento    | 7"50        |                                          |
| 2022 | Mondiali        | Eugene         | 110 m hs           | Semifinale | 13"40       | Miglior prestazione personale stagionale |
| 2022 | Europei         | Monaco         | 110 m hs           | Argento    | 13"14       | Miglior prestazione europea stagionale   |
| 2023 | Europei indoor  | Istanbul       | 60 m hs            | Batteria   | 7"79        |                                          |
| 2025 | Mondiali indoor | Nanchino       | 60 m hs            | Semifinale | 7"69        |                                          |

## Campionati nazionali
- 1 volta campione nazionale assoluto dei 110 m ostacoli (2014)
- 3 volte campione nazionale assoluto indoor dei 60 m ostacoli 2012, 2013, 2014)

2012
- Oro ai campionati francesi assoluti indoor (Aubière), 60 m hs - 7"54

2013
- Oro ai campionati francesi assoluti indoor (Aubière), 60 m hs - 7"53

2014
- Oro ai campionati francesi assoluti indoor (Bordeaux), 60 m hs - 7"49
- Oro ai campionati francesi assoluti (Reims), 110 m hs - 13"10

2015
- Argento ai campionati francesi assoluti (Villeneuve-d'Ascq), 110 m hs - 13"28

## Altre competizioni internazionali
2014
- Vincitore della Diamond League nella specialità dei 110 m hs (27 punti)

2018
- Bronzo in Coppa continentale ( Ostrava), 110 m hs - 13"31